# Gary Hudson
Gary Hudson (Newport News, 26 marzo 1956) è un attore canadese naturalizzato statunitense.

## Biografia
Nato il 26 marzo 1956 a Newport News, Virginia, è cresciuto a Hilton Village. Ha lasciato la Virginia nel 1977 dopo aver frequentato la Christopher Newport University per due anni intraprendendo la carriera di attore a Los Angeles. Il suo primo lavoro da attore è stato nel film Hooper con Burt Reynolds.
I suoi crediti includono ruoli regolari in Safe at Home, Così gira il mondo, Paradise Falls, Santa Barbara e Wild Roses, dove è stato nominato come miglior attore al Festival della televisione di Monte Carlo.
È apparso come guest star in numerose opere televisive tra cui Cold Case - Delitti irrisolti, E.R. - Medici in prima linea, Missing, Mike Hammer, Doc, Vicini troppo vicini, La mamma è sempre la mamma, Tre cuori in affitto, Matt Houston, L'albero delle mele e Hotel, tra gli altri.
I suoi crediti cinematografici includono il cult Il duro del Road House con Patrick Swayze, Battle in Seattle - Nessuno li può fermare con Charlize Theron e Woody Harrelson, After Alice con Kiefer Sutherland, She's Too Young con Marcia Gay Harden, All-American Girl: The Mary Kay Letourneau Story con Mercedes Ruehl e Penelope Ann Miller, Jasper, Texas con Jon Voight e Louis Gossett Jr., A Season on the Brink con Brian Dennehy, La nemica della porta accanto, Deception con Dina Meyer, Perfect Sport e Cheyenne tra gli altri.

## Filmografia parziale

### Cinema
- I demoni della mente (Cameron's Closet), regia di Armand Mastroianni (1988)
- Il duro del Road House (Road House), regia di Rowdy Herrington (1989)
- La regina dell'inferno (Night Angel), regia di Dominique Othenin-Girard (1990)
- Wild Cactus, regia di Jad Mundhra (1993)
- Codice marziale 4 - Il rinnegato (Martial Outlaw), regia di Kurt Anderson (1993)
- Ipnosi morbosa (Mind Twister), regia di Fred Olen Ray (1994)
- Scanner Cop, regia di Pierre David (1994)
- L'altra donna (The Wrong Woman), regia di Douglas Jackson (1995)
- Reazione immediata (Black Thunder), regia di Rick Jacobson (1998)
- Il ponte del dragone (Bridge of Dragons), regia di Isaac Florentine (1999)
- La prima vittima (After Alice), regia di Paul Marcus (2000)
- La mossa del diavolo (Bless the Child), regia di Chuck Russell (2000)
- Rischio a due (Two for the Money), regia di D.J. Caruso (2005)
- Battle in Seattle - Nessuno li può fermare (Battle in Seattle), regia di Stuart Townsend (2007)
- Resident Evil: Extinction, regia di Russell Mulcahy (2007)
- L'incredibile caso Babbo Natale (Defending Santa), regia di Brian Skiba (2013)
- Cinquanta sfumature di rosso (Fifty Shades Freed), regia di James Foley (2018)

### Televisione
- Cuore e batticuore (Hart to Hart) – serie TV, un episodio (1980)
- Tre cuori in affitto (Three's Company) – serie TV, un episodio (1982)
- L'albero delle mele (The Fact of Life) – serie TV, un episodio (1983)
- Professione pericolo (The Fall Guy) – serie TV, un episodio (1983)
- Vicini troppo vicini (Too Close for Comfort) – serie TV, un episodio (1983)
- La mamma è sempre la mamma (Mama's Family) – serie TV, un episodio (1983)
- Navy (Emerald Point N.A.S) – serie TV, un episodio (1983)
- Matt Houston – serie TV, un episodio (1984)
- I Colby (The Colbys) – serie TV, un episodio (1985)
- Safe at Home – serie TV, (1986)
- Air America – serie TV, 5 episodi (1998-1999)
- E.R. - Medici in prima linea (ER) – serie TV, un episodio (1999)
- Smallville – serie TV, 4 episodi (2004)
- Wild Roses – serie TV, 13 episodi (2009)
- Cold Case - Delitti irrisolti (Cold Case) – serie TV, un episodio (2009)
- Criminal Minds – serie TV, un episodio (2011)
- Desperate Housewives – serie TV, un episodio (2012)
- Suits – serie TV, un episodio (2015)
- Rizzoli & Isles – serie TV, un episodio (2015)
- NCIS - Unità anticrimine (NCIS) – serie TV, un episodio (2020)

## Doppiatori italiani
Nelle versioni in italiano delle opere in cui ha recitato, Gary Hudson è stato doppiato da:
- Wladimiro Grana in Ipnosi morbosa
- Guido Sagliocca in L'altra donna
- Saverio Moriones in La prima vittima
- Alessandro Ballico in Smallville
- Carlo Marini in Battle in Seattle - Nessuno li può fermare
- Maurizio Fiorentini in Criminal Minds
- Paolo Marchese in L'incredibile caso Babbo Natale
- Alberto Angrisano in NCIS - Unità anticrimine
- Fabrizio Russotto in 9-1-1: Lone Star